# Piestrzyca giętka

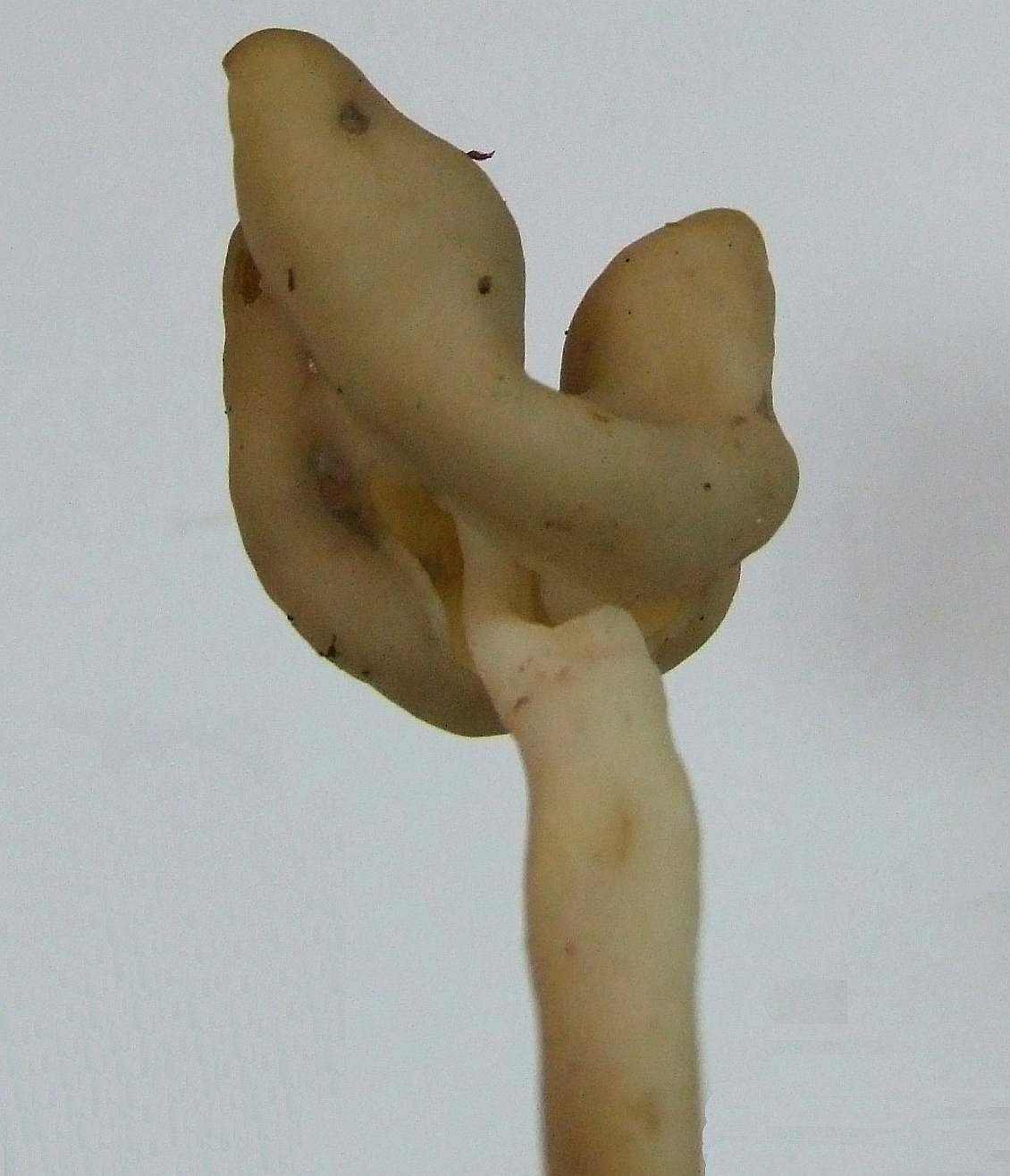

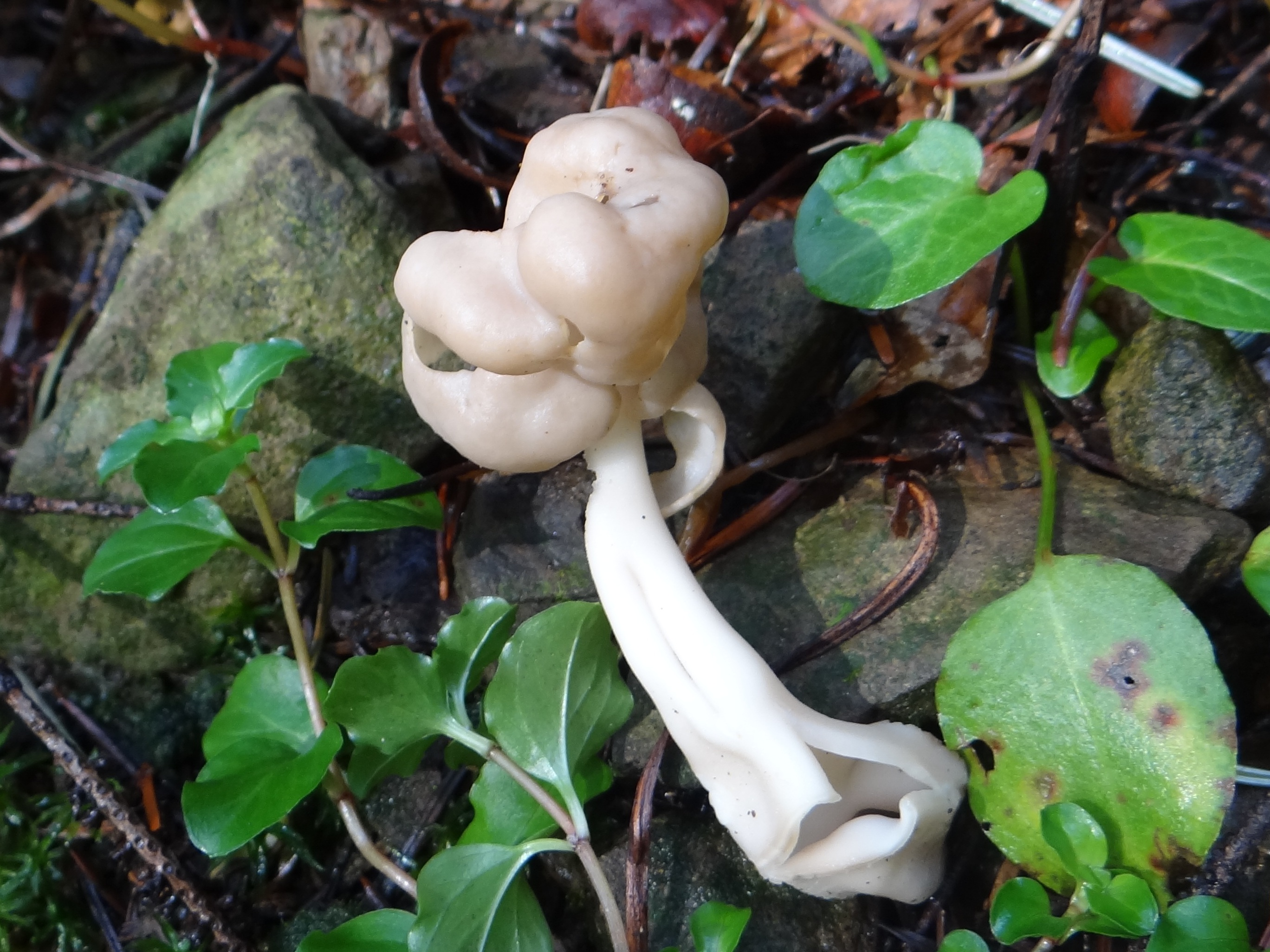

Piestrzyca giętka (Helvella elastica Bull.) – gatunek grzybów z rodziny piestrzycowatych (Helvellaceae).

## Systematyka i nazewnictwo
Pozycja w klasyfikacji: Helvella, Helvellaceae, Pezizales, Pezizomycetidae, Pezizomycetes, Pezizomycotina, Ascomycota, Fungi (według Index Fungorum).
Po raz pierwszy opisał go Jean Baptiste Bulliard w 1785 r. i nadana przez niego nazwa jest ważna do dzisiaj.
Ma 27 synonimów. Niektóre z nich:
- Leptopodia elastica (Bull.) Boud. 1907
- Leptopodia klotzschiana (Corda) Boud. 1907
- Sepultaria albida (Schaeff.) Morgan 1902
- Tubipeda elastica (Bull.) Falck 1923[2].

Nazwa polska według M.A. Chmiel.

## Morfologia
Kapelusz
Twardo galaretowaty o średnicy 1,5–3 cm, kształtem przypominający siodło lub ucho. Złożony jest z dwóch lub trzech bokiem spłaszczonych i zmarszczonych płatków. Kolor od jasnosiwego poprzez ochrowy i szarożółtawy do żółtobrązowego.
Trzon
Wysokość 3–8 cm, średnica 0,5–1 cm. Jest z zewnątrz gładki, jak gdyby nawoskowany. Początkowo pełny, potem pusty. Ma kolor od białawego poprzez bladożółty i kremowy do bladobrązowego. Czasami trzon jest jaśniejszy od główki i niekiedy występują na nim delikatne jamki.
Miąższ
Cienki, kruchy i woskowaty o przyjemnym zapachu. Kolor biały.
Cechy mikroskopowe
Worki 8-zarodnikowe. Zarodniki 18–24 × 11,5–15 µm, eliptyczne, gładkie, zwykle z jedną centralną kroplą oleju i do 5 małymi kropelkami na każdym końcu. Parafizy szkliste do bladobrązowawych z ziarnistą zawartością. Ich wierzchołki maczugowate do główkowatych, o szerokości 5–11 µm. Strzępki na powierzchni owocnika tylko z kilkoma wystającymi, szklistymi septowanymi elementami o szerokości 2–3 µm.
Gatunki podobne
- Helvella latispora jest podobna, ale jej brzeg często zawija się do góry, podczas gdy u piestrzycy giętkiej zawsze w dół. Ponadto dolna powierzchnia Helvella elastica jest raczej łysa niż drobnoziarnista lub owłosiona[6].
- piestrzyca czarna (Helvella atra) jest mniejsza, ma siwy trzon i kapelusz dymnobrązowy[4].
- Helvella ephiphium jest mniejsza i ma kolor szarawy lub brązowy.

## Występowanie i siedlisko
Piestrzyca elastyczna jest szeroko w Ameryce Północnej, Europie i Azji, podano także jedno jej stanowisko w Afryce. W Europie Środkowej jest pospolita. Również w Polsce spotykana jest dość często.
Grzyb naziemny, prawdopodobnie grzyb mykoryzowy. Występuje przede wszystkim na glebach o odczynie zasadowym lub obojętnym, dużo rzadziej w lasach iglastych na igliwiu. Owocniki tworzy latem i jesienią w lasach liściastych i iglastych.
Grzyb niejadalny.